# ロイヤリスト (軽巡洋艦・2代)
|               |                                                                                                |
| 艦歴          |                                                                                                |
| 発注          |                                                                                                |
| 起工          | 1940年3月21日                                                                                  |
| 進水          | 1942年5月30日                                                                                  |
| 就役          | 1943年9月10日                                                                                  |
| 退役          | 1967年11月                                                                                     |
| その後        | ニュージーランド海軍に貸与 (1956年7月9日 - 1966年6月4日)                                       |
| 除籍          |                                                                                                |
| 性能諸元      |                                                                                                |
| 排水量        | 基準 5,950トン 満載 7,200トン                                                                  |
| 全長          | 512 ft (156 m)                                                                                 |
| 全幅          | 50.5 ft (15.4 m)                                                                               |
| 吃水          | 14 ft (4.3 m)                                                                                  |
| 機関          | パーソンズ型ギアードタービン、 4軸推進、62,000 shp(46MW)                                       |
| 最大速        | 32.25ノット (60 km/h)                                                                          |
| 乗員          | 530名                                                                                          |
| 兵装 (竣工時) | 5.25インチ連装砲 4基 20mm連装機関砲 6基 2ポンド4連装ポムポム砲 3基 21インチ3連装魚雷発射管 2基 |

ロイヤリスト (HMS Royalist, 89) は、1942年進水のイギリス海軍の軽巡洋艦。ベローナ級。

## 艦歴

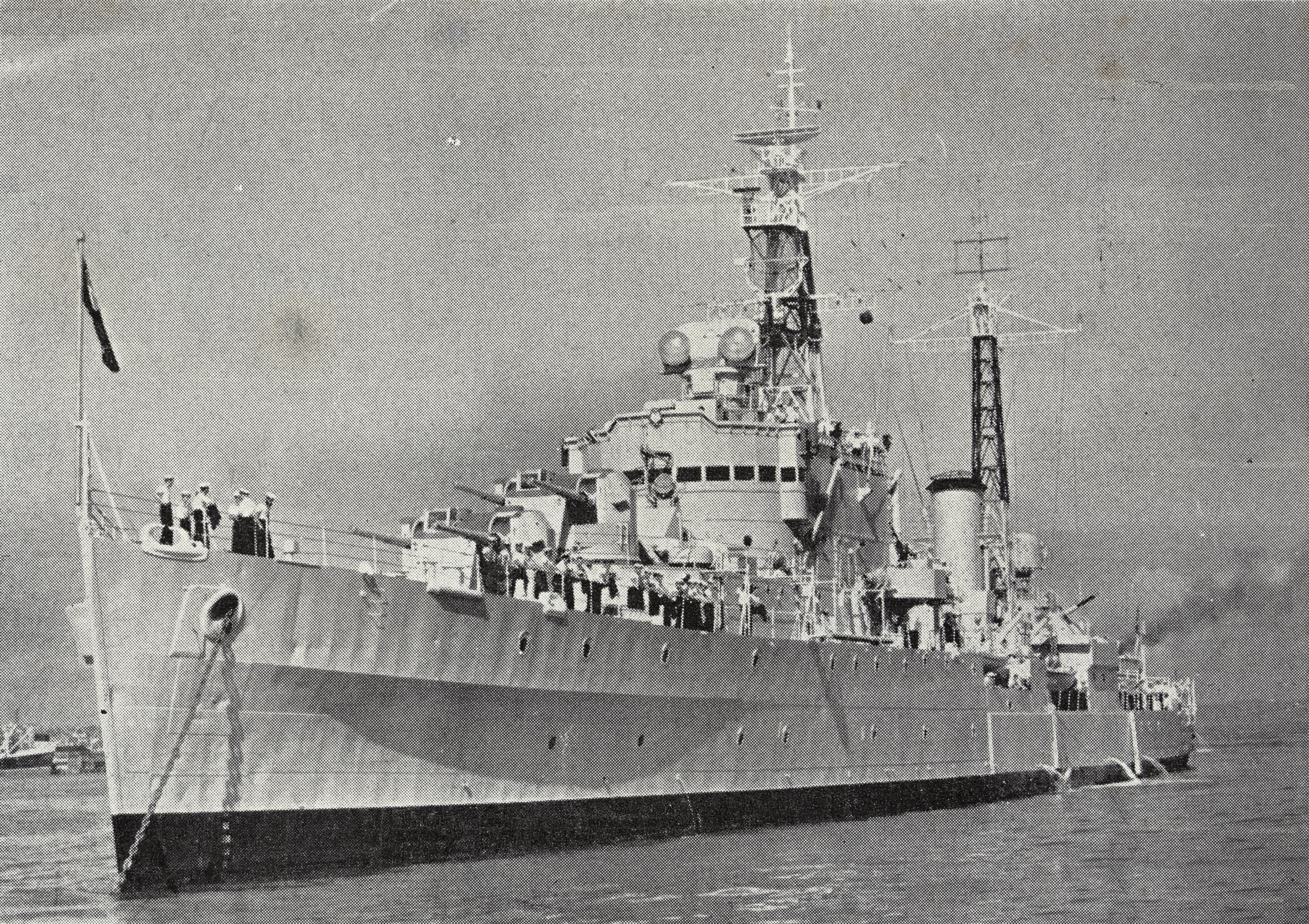
1956年に撮られた本艦

1940年3月21日起工。1942年5月30日進水。1943年9月10日竣工。
1944年4月、空母搭載機によるドイツ戦艦「ティルピッツ」に対する攻撃作戦（タングステン作戦）に参加。
1944年8月、地中海で南フランスへの上陸作戦（ドラグーン作戦）に参加。続いてエーゲ海へ向かう。1944年9月15日、「ロイヤリスト」と駆逐艦「ティーザー」はクレタ島Spatha岬沖でドイツの砲艦「KT26/Erpel」と駆潜艇「UJ2171」（または輸送船「KT4」と「KT26」）を撃沈した。
1945年になるとインド洋に移り、日本の支配地域への攻撃に参加した。「ロイヤリスト」はラングーン付近への上陸作戦（ドラキュラ作戦、1945年4月）、日本海軍の重巡洋艦「羽黒」攻撃のための出撃（1945年5月）、スマトラ島の日本軍飛行場などの攻撃（バルサム作戦を行う空母の護衛（1945年6月）などに参加した。
1946年、予備艦となる。1956年7月9日にニュージーランド海軍所属となり、1966年6月4日に退役。1967年11月スクラップとして売却後、日本で解体された。